# Chelsea Stewart

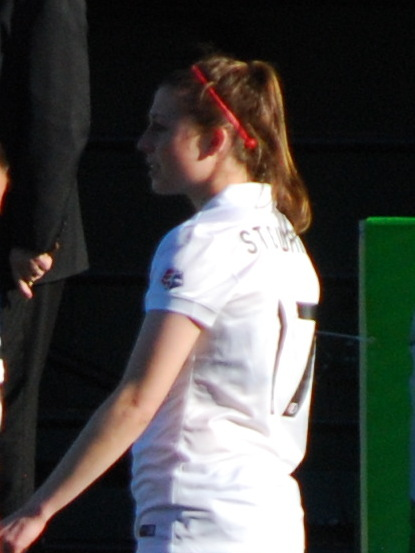
Chelsea Stewart

Chelsea Stewart, född den 28 april 1990 i Denver, Colorado, är en kanadensisk fotbollsspelare som tog OS-brons i damfotbollsturneringen vid de olympiska fotbollsturneringarna 2012 i London. 